# Karl Leyser (Bezirksoberamtmann)
Karl Leyser (* 25. Januar 1868 in Neustadt an der Haardt; † im 20. Jahrhundert) war ein deutscher Verwaltungsjurist und Bezirksoberamtmann.

## Leben
Nach dem Abitur am Kurfürst-Ruprecht-Gymnasium Neustadt leistete Karl Leyser seinen Militärdienst als Einjährig-Freiwilliger und studierte Rechtswissenschaften an der Ludwig-Maximilians-Universität München, der Friedrich-Alexander-Universität Erlangen-Nürnberg (Mitglied in der Studentenverbindung Corps Borussia) und der Ruprecht-Karls-Universität Heidelberg. Von 1890 bis 1894 machte er den dreijährigen Vorbereitungsdienst (Referendariat), der ihn zum Amtsgericht Speyer, Landgericht Kaiserslautern und zum Bezirksamt Speyer führte.
1894 folgte in Speyer  das Große juristische Staatsexamen mit der Note 10/20. Nach vierjähriger Tätigkeit als Akzessist bei der Regierung der Pfalz wurde er im Juli 1899 Assessor beim Bezirksamt Regen und 1902 in Landau. Am 1. Februar 1911 wurde er als Bezirksamtmann mit der Leitung des Bezirksamtes Rottenburg an der Laaber betraut. In diesem Amt – 1918 zum Regierungsrat ernannt und zum 1. April 1920 als Bezirksoberamtmann übergeleitet – blieb er bis zu seinem Weggang zum 1. Mai 1925 als Bezirksamtsvorstand in Lindau/Bodensee. Dort wurde er am 1. Oktober 1928 zum Oberregierungsrat ernannt und zum 1. März 1933 in den Ruhestand verabschiedet. Seine Amtsgeschäfte nahm er noch bis zum Ende des Monats März 1933 wahr.